# Acantharia
Kolconóżki (Acantharia) – rząd pierwotniaków należących do podgromady promienionóżek. Posiadają ok. 20 dość długich igieł, które rozchodzą się promieniście ze środka komórki, wyrastając z niej na zewnątrz. Igły u niektórych z nich zbudowane są z siarczanu strontu, u innych – z krzemian wapnia glinu. 
Acantharia wytwarza jednojądrowe wiciowe gamety z wyglądu podobne do takich, jakie występują u otwornic.
Unoszą się w toni wodnej dzięki możliwości zwiększania lub zmniejszania powierzchni komórki, dzięki działaniu kurczliwych włókienek cytoplazmatycznych. Są składową częścią morskiego planktonu.